# شهرستان چیان‌آن
شهرستان چیان‌آن (به چینی: 乾安县) یک شهرستان در استان جی‌لین چین است که در تابعیت شهر سونگ‌یوان قرار دارد.
شهرستان چیان‌آن ۳٬۵۱۲٫۹۵ کیلومتر مربع مساحت و ۲۰۵٬۵۴۲ نفر جمعیت دارد و ۱۴۶ متر بالاتر از سطح دریا واقع شده‌است.

## تقسیمات اداری
شهرستان چیان‌آن به ۳ ناحیه، ۶ شهرک و ۴ قصبه تابعه تقسیم شده است. شش «میدان» هم‌سطح قصبه نیز تابع این شهرستان می‌باشند.
- ناحیه چی‌یو (驰誉街道، Chíyù jiēdào)
- ناحیه روسونگ (如松街道، Rúsōng jiēdào)
- ناحیه رونگ‌یه (荣业街道، Róngyè jiēdào)

- شهرک آن‌زی (安字镇، Ānzì zhèn)
- شهرک چیان‌آن (乾安镇، Qián'ān zhèn)
- شهرک دابوسو (大布苏镇، Dàbùsū zhèn)
- شهرک ژانگ‌زی (让字镇، Ràngzì zhèn)
- شهرک سووزی (所字镇، Suǒzì zhèn)
- شهرک شوی‌زی (水字镇، Shuǐzì zhèn)

- قصبه داوزی (道字乡، Dàozì xiāng)
- قصبه زان‌زی (赞字乡، Zànzì xiāng)
- قصبه یان‌زی (严字乡، Yánzì xiāng)
- قصبه یوزی (余字乡، Yúzì xiāng)

- میدان گوزن‌داری چیان‌آن (乾安鹿场، Qián'ān lùchǎng)
- میدان جنگل‌کاری دولتی (国营林场، Guóyíng línchǎng)
- میدان دام‌داری داشیا (大遐畜牧场، Dàxiá xùmùchǎng)
- میدان زادآوری دام تنگ‌زی (腾字种畜场، Téngzì zhǒngchùchǎng)
- میدان زادآوری دام ده‌زی (地字种畜场، Dezì zhǒngchùchǎng)
- مقر زادآوری ارقام مرغوب لای‌زی (来字良种繁育基地، Láizì liángzhǒng fányù jīdì)